# خطيب (قلعة أصغر)
خطيب (بالفارسية: خطیب) هي قرية تقع في إيران في ناحية لاله زار. يقدر عدد سكانها بـ 39 نسمة بحسب إحصاء 2016.